# Psychotria danielii
Espèce
Psychotria danielii est une espèce de plantes de la famille des Rubiaceae, endémique de la Nouvelle-Calédonie. Elle est en danger critique d'extinction.

## Description

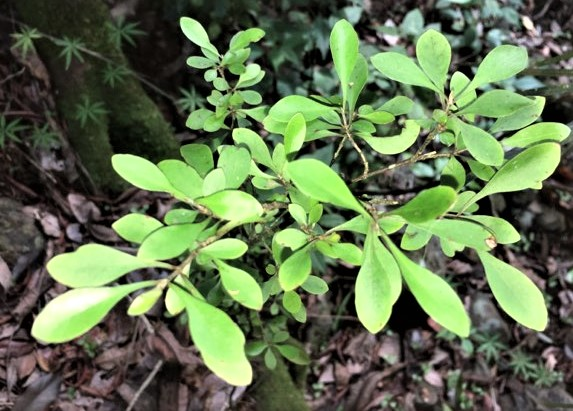
Feuillage

### Aspect général
Cette espèce se présente comme un arbrisseau d'environ un mètre de haut.

### Feuilles
Les feuilles sont obovales avec un limbe longuement décurrent. Elles mesurent moins de 5 centimètres de long.

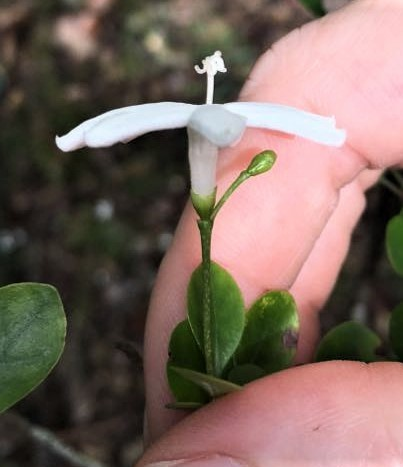
Les pétales ont une certaine épaisseur.

### Fleurs
Les fleurs ont une corolle blanche et se trouvent sur des inflorescences pédonculées, uniflores à triflores.

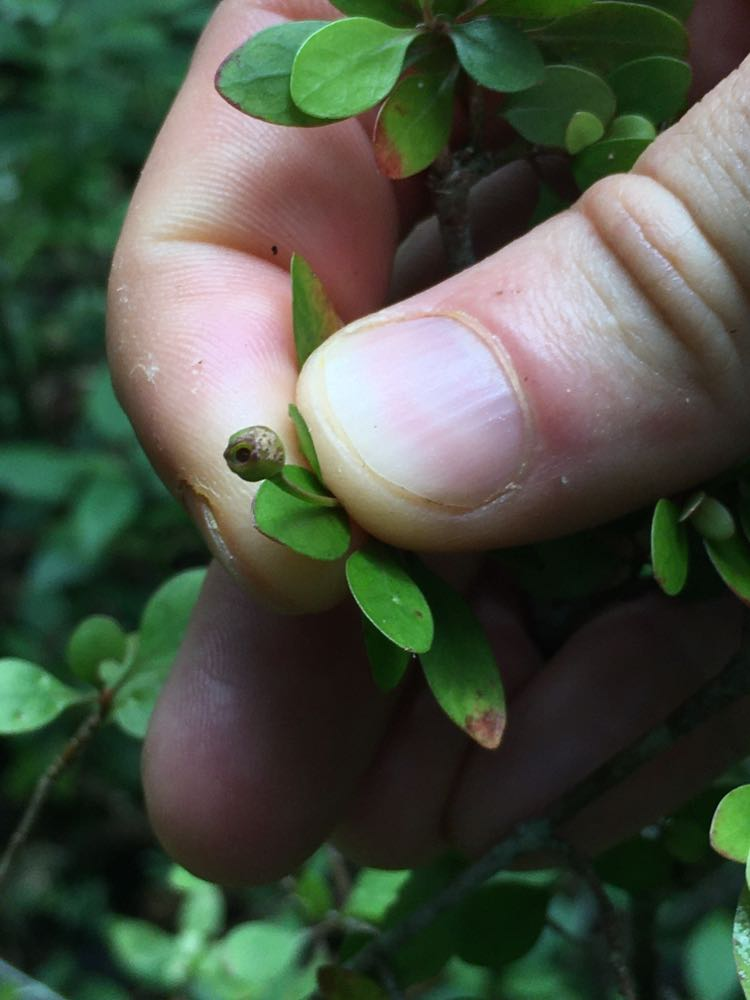
Fruit encore vert

### Fruits
Les fruits, ronds, sont bleu violet à maturité.

## Répartition
Cette espèce ne se trouve que sur une parcelle de forêt sèche de 4km² située à Païta, en Province Sud, en Nouvelle-Calédonie.

## Statut UICN et protection
Selon l'UICN, cette espèce est en danger critique d'extinction (CR). Elle fait partie de la liste des espèces protégées du Code de l'Environnement de la Province Sud.